# Lorraine germanophone
Pour les articles homonymes, voir Moselle.
La Lorraine francique ou Lorraine germanophone, également couramment appelée Moselle francique ou Moselle germanophone (anciennement désignée Lorraine allemande) désigne la partie du département français de la Moselle où sont parlés l'ensemble des dialectes germaniques du francique lorrain et du bas-alémanique. Elle constitue une aire culturelle d'influence germanique et est délimitée du reste du département par la frontière linguistique mosellane.
Située entre la Lorraine romane et le pays welche d'un côté, le Luxembourg, l'Allemagne et l'Alsace germanophone de l'autre, elle représente également une interface privilégiée entre l'espace roman et l'espace germanique.

## Appellation
Avant 1790, année de la création du département de la Moselle, le terme employé en français pour designer la partie germanophone de la Lorraine était « Lorraine allemande »,, ce nom a perduré durant le XIXe siècle pour désigner les parties germanophones des départements de la Moselle et de la Meurthe,.
Après 1918, ce territoire devient progressivement désigné sous diverses appellations : Lorraine germanophone,, Moselle germanophone, ; Lorraine thioise,, Moselle thioise, ; ou encore Lorraine francique, et Moselle francique,.
Concernant son appellation en dialecte, celle-ci varie selon les zones dialectales du département : en francique rhénan lorrain et en bas-alémanique lorrain : Lothringe et Lotthringe ; en francique mosellan : Lothringen et Lothréngen ; en francique luxembourgeois : Lotréngen et Loutréngen.
Conformément à l'expression ancienne de « Lorraine allemande » (Deutsch-Lothringen en allemand standard,), ces formes ci-avant peuvent être précédées par Ditsch-, Däitsch- ou Deitsch-, par exemple Ditsch-Lothringe, etc. Après la Première Guerre mondiale — et surtout la Seconde Guerre mondiale qui inclut l'annexion de fait du département — le lien avec l'adjectif « allemand » (Ditsch, Deitsch et Däitsch en dialecte) tombe en désuétude à cause de ce qu'il peut laisser à supposer d'ambigu entre culture et nationalité. Les diverses formes dialectales du terme générique de Deutsch-Lothringen se sont longtemps maintenues dans la population germanophone de Lorraine ; au début du XXIe siècle, l'expression est limitée aux personnes les plus âgées et ne s'utilise qu'en référence au particularisme culturel mosellan.

## Géographie
À l'extrême Nord-Ouest du département mosellan, se trouve un petit territoire germanophone qui est relié à la langue luxembourgeoise uniquement par le Nord : il s'agit des communes de Rédange et de Russange. Ces deux villages forment donc une quasi-enclave linguistique, car ils ne sont pas reliés au reste de la Lorraine germanophone. De plus, d'après une enquête linguistique menée par l'association Hemechtsland a Sprooch au début des années 1980, le dialecte luxembourgeois local était, à cette époque, encore largement parlé par les anciens dans ces deux communes.
Au milieu du XXe siècle, la partie germanophone du département de la Moselle occupait à peu près la moitié de sa superficie totale. Avant la fin de la guerre de Trente Ans, cette aire germanophone était plus grande et occupait environ les trois-quarts du département actuel.
La Moselle dite germanique s'étend sur un territoire qui se divise en plusieurs petites régions plus ou moins naturelles, étant principalement celles de : Thionville, Sierck, Nied, Warndt, pays Naborien, Bassin houiller, Forbach, Sarreguemines, Bitche, Sarrebourg et Phalsbourg. Ces régions peuvent avoir individuellement certaines traditions qui leur sont propres, n'existant donc pas dans les autres.
D'autre part, ce territoire linguistique est en bonne partie occupé par le bassin de vie de la Moselle-Est ; ainsi que, dans une moindre mesure, par l'Eurodistrict SaarMoselle.
Sur le plan hydrographique, la Nied allemande doit historiquement son nom à l'existence d'une zone germanophone en Lorraine. L'appellation de ce cours d'eau n'a aucun rapport avec l'Allemagne, sachant qu'il prend sa source à Guenviller et qu'il rejoint la Nied française à Condé-Northen, lieu dans lequel ces deux rivières forment la Nied Réunie par confluence.
Par rapport à la frontière linguistique, la commune de Mainvillers arbore le titre de « 1er village de langue francique », via un panneau d'agglomération.

## Histoire
Avant 1870, S'Lothringe n'a pas vraiment d'histoire à part entière, celle-ci se fond dans celle du duché de Lorraine, dont elle constitue la majeure partie du bailliage d'Allemagne et dans l'histoire des diverses entités (principautés et comtés) qui sont restées dans le Saint-Empire romain germanique après 1766, date du rattachement du duché de Lorraine au royaume de France. Elle est traditionnellement désignée jusque-là comme « Lorraine allemande ».
À l'époque du projet visant à découper la France en départements, des députés réclamèrent la création d'un « département de Lorraine allemande », ceci notamment dans un souci d'éviter les problèmes linguistiques dans les cas administratifs et judiciaires, soit pour éviter d'avoir sans cesse recours à des interprètes qui, de plus, pourraient profiter de la situation. Mais finalement, ce cas de figure n'a pas été retenu par l'Assemblée constituante, la Lorraine dite allemande se retrouva alors administrativement divisée sur deux départements en 1790 : la Moselle et la Meurthe.
À la fin du XVIIIe siècle, le conseil général de la Moselle a demandé l'autorisation de faire faire une traduction des décrets « appropriée à l'idiome incorrect usité dans les parties allemandes de ce département » ; la Meurthe eut aussi son traducteur.
Vers 1804, dans la partie Nord-Est du département de la Meurthe qui dépendait jadis de l'Empire germanique, tous les habitants sont, d'après les mots du préfet, de « race allemande » ; « cette langue est toujours la seule que l'on y parle dans les campagnes », enfin « les mœurs comme les usages y ont conservé dans toute sa force l'empreinte de cette origine ».
Entre 1814 et 1815, une partie de ce territoire germanophone fut définitivement rattaché à l'Allemagne. Excepté quelques localités frontalières, qui revinrent à la France en 1829. Cette partie en question, était représentée à l'époque par les cantons de Rehling, Sarrelouis, Tholey, ainsi que par quelques communes du canton de Sierck.
Au XIXe siècle, le taux de natalité était beaucoup plus élevé chez les germanophones que chez les romanophones. De même que les mariages lorrains, entre romans et germanophones, était un fait minoritaire jusqu'au début du XXe siècle.
Les Mosellans et les Meurthois de langue germanique furent également nombreux, durant le XIXe siècle, à émigrer vers les États-Unis, le Brésil, ainsi qu'a Paris,. Ceci principalement pour causes de misère et de pauvreté. Fait qui était représenté par exemple via la chanson populaire O, ich armer Lothringer Bur.
Sur le plan judiciaire, d'après un rapport du premier président de la cour impériale de Nancy, les instructions criminelles du XIXe siècle se faisaient dans les communes germanophones qu'avec une insurmontable difficulté. Car on ne pouvait y recueillir les témoignages (même quand il s'agissait d'un crime capital), qu'à l'aide d'interprètes choisis parmi les hommes et dont la loyauté, parfois douteuse, ne donnait que bien peu de garanties à la justice.
Après la défaite de la France en 1870 contre la Prusse et la signature du traité de Francfort en 1871, la Lorraine germanophone, qui s'étendait sur une partie des anciens départements de la Moselle et de la Meurthe, mêla son destin à l'actuelle Moselle et à l'Alsace qui devinrent l'Alsace-Lorraine. Ce dernier fut proclamé dans une optique de Pangermanisme, c'est pourquoi les autorités allemandes voulaient intégrer l'Alsace et la Lorraine germanophone à leur territoire. Ce n'est qu'en 1918, et la victoire de la France sur l'Allemagne, que l'Alsace-Moselle fut réintégrée au territoire français. Mais en 1940, l'ancienne Terre d'Empire fut à nouveau contrainte d'incorporer l'unité allemande et le Troisième Reich. Grâce à la victoire des alliés en 1945, le territoire perdu scella à nouveau son destin avec celui de la France. Toute cette période mouvementée de l'histoire alsaco-mosellane a bien entendu laissé des traces et un héritage parmi lequel le droit local, qui fait du Bas-Rhin, du Haut-Rhin et de la Moselle des départements juridiquement singuliers.
Entre 1939 et 1940, une partie de la Moselle germanophone est évacuée : les habitants concernés sont notamment installés dans les départements de la Vienne, de la Charente et de la Charente-Maritime. Une fois sur place, ils souffrent alors de déracinement et d'isolement, car étant majoritairement germanophones ou peu bilingues. Pour atténuer le problème, des tracts, des bulletins et une presse bilingue ont été mis en place.
D'après une enquête de juin 1994, les Mosellans germanophones étaient considérés comme étant plus traditionalistes et conservateurs, ainsi que plus assidus dans la pratique de la religion. Et également, pouvant être méfiants face à ce qui est étranger (c'est-à-dire ce qui est extérieur au village, fait qui concerne la commune de L’Hôpital).

### Enseignement
Durant le XIXe siècle, les élèves de Moselle germanophone ont appris le français à l'aide de l'allemand (standard et dialectal). Si l’Église était favorable à l'emploi de l'allemand ou de sa forme dialectale pour enseigner le français, cette position n’était pas partagée par l’administration.
Cependant, le programme d'enseignement de 1865 pour l’école primaire des communes germanophones devint le suivant : Chez les débutants, l’allemand joue encore un rôle important. L’acquisition du français s’opère par des exercices de traductions et des exercices de conversation dont l’objectif est de transmettre le vocabulaire de base. En seconde division, l’allemand n’est plus utilisé que pour l’instruction religieuse et comme « moyen auxiliaire » pour les exercices de lecture française. Il doit donc essentiellement servir à faire comprendre les textes que les élèves doivent lire. Des exercices de lecture allemande sont aussi prévu mais dans le seul but de faciliter la lecture française. En tant que discipline, l’apprentissage de la langue allemande est interdit. En dernière division, la langue allemande ne doit plus être utilisée et les élèves sont censés quitter l’école en maîtrisant la langue française.
D'autre part, il était précisé avec fermeté que l'allemand ne saurait constituer une discipline : « L’enseignement théorique de la langue allemande ne peut faire partie du programme ». Se réduisant ainsi à une seule fonction : « L’allemand doit être employé comme moyen provisoire mais indispensable de communication entre le maître et les élèves dans les premiers temps de la fréquentation de l’école ».
Concernant le nombre d'enseignants ignorant le français, la Meurthe comptait 33 instituteurs en 1852 et 21 institutrices en 1862. La Moselle, 18 institutrices en 1856.
Plus tard, en 1869, une pétition intitulée Pétition en faveur de l'enseignement simultané du français et de l'allemand dans les écoles primaires de la Lorraine allemande (Moselle), fut adressée à Napoléon III, après la décision du conseil départemental de l’éducation de la Moselle de supprimer l’enseignement de l’allemand. Deux ans après, à la suite du traité de Francfort, ce fut finalement la cession d'une partie de la Lorraine à l'Empire d'Allemagne qui a fait perdurer l'enseignement de l'allemand dans les écoles de Lorraine germanophone, entre 1871 et 1918.
Après 1945, le dialecte était interdit à l’école : l’enfant surpris à le parler était puni, cela en partie car les dialectes de Lorraine germanophone ont été considérés, après la Seconde Guerre mondiale, comme étant trop similaires à la langue de l'occupant nazi. D'autre part, une circulaire du recteur de Nancy de janvier 1945 précisait que « la seule langue d'usage à l'école primaire est la langue française ». De plus, la Moselle est le dernier département français pour lequel les textes officiels ont décrété l’arrêt des punitions et vexations pour les élèves qui s’exprimeraient en dialecte à l’école.
En 1976, l’inspecteur d’Académie de la Moselle mit en place un programme (réforme Holderith) d’actions particulières d’enseignement de l’allemand destiné aux élèves dialectophones des écoles élémentaires du département. Plus tard, la circulaire rectorale « Langue et Culture Régionale : voie spécifique mosellane » du 10 septembre 1990 et ses compléments du 26 octobre 1994, ont précisé les orientations et les modalités d’une véritable politique régionale des langues vivantes de la maternelle au lycée.
En 1989 les élèves lorrains peuvent passer pour la première fois au baccalauréat l'épreuve facultative dite Langues et Cultures Régionales, option qui au départ est rattachée à celle qui existe en Alsace. L'arrêté ministériel du 17 septembre 1991 consacre la spécificité de la Moselle en instituant un programme spécifique pour les candidats de ce département : l'épreuve Langues et Cultures des Pays Mosellans est alors définitivement née.
En 1997 sont ouvertes les deux premières écoles associatives paritaires bilingues sur la commune de Sarreguemines, celles-ci font partie du réseau ABCM-Zweisprachigkeit. Cependant, plus de trois décennies après la publication de la circulaire de Savary en 1982 introduisant l’enseignement bilingue, et 15 ans après la mise en place d’un cadre réglementaire adéquat, plusieurs associations locales constatent que, à l’exception de la ville de Sarreguemines, leur application est largement ignorée par les services académiques dans le département.

## Langue

Carte des dialectes du département de la Moselle.

La Moselle germanophone constitue avant tout une entité « linguistico-culturelle ». En effet, les dialectes qui y sont parlés, à savoir le francique luxembourgeois au nord-ouest, le francique mosellan au centre, le francique rhénan à l'est, ainsi que le bas-alémanique à l'extrême sud-est, fondent l'unité de son espace. Les trois premiers de ces quatre dialectes germaniques forment ce qu'on appelle le francique lorrain, qui appartient au groupe de dialectes du moyen allemand. L'alémanique relève lui du groupe de l'allemand supérieur. Bien que l'on utilise l'appellation « moyen allemand », les dialectes du francique lorrain ne sont pas des sous-langues de la langue de Goethe, mais plutôt des langues apparentées, dans la mesure où leur apparition est antérieure à celle de l'allemand standard avec qui elles constituent, conjointement avec tous les autres dialectes du germanique occidental, l'allemand au sens large.
Ces dialectes forment un continuum dialectal allant du Luxembourg à l'Alsace et les différences sont très progressives. L'origine, parfois controversée, des dialectes franciques et alémaniques dans la région remonterait aux grandes invasions barbares. Bien entendu, les différents dialectes ont plus ou moins évolué depuis mais leur évolution semble s'être stabilisée depuis le XVe siècle. De plus, l'arrivée massive de Suisses, Tyroliens et Bavarois à la suite de la guerre de Trente Ans a sans doute influencé le parler local.
Jusqu'au années 1860, ces dialectes sont globalement restés très vivaces, fait qui posait problème à l'administration car elle avait du mal à les faire reculer,. Dans certains cas, elle n'avait pas d'autre choix que d'avoir recours à des interprètes qui, de plus, n'étaient pas toujours de bonne foi. À partir de 1945 ils commencèrent un lent déclin, celui-ci étant devenu sérieux depuis les années 1990 et est principalement dû à deux faits : la politique linguistique appliquée dans les écoles à partir de 1945 et la transmission partielle voire nulle de la langue aux jeunes générations.
Malgré les actions qui visent à le sauvegarder, tels que le festival Mir redde Platt (Sarreguemines) / Mir schwätze Platt (Forbach), ou encore les associations Gau un Griis, Wéi Laang Nach, Bei uns Dahem et CBL-ZuZ, le francique lorrain perd de plus en plus de locuteurs chaque année et serait à moyen ou à long terme condamné à disparaître si rien n'est fait. La guerre de Trente Ans avait déjà contribué au recul de la frontière linguistique, cela car elle avait sérieusement dépeuplé la Lorraine, notamment dans l'actuel sud-est de la Moselle et dans l'ancien arrondissement de Thionville-Ouest, qui furent par la suite repeuplé par des colons francophones.

### Quelques chiffres
En 1806, le département de la Moselle avait 218 662 locuteurs germanophones, la Meurthe 41 795 et le département des Vosges au moins une commune de 609 habitants.
En 1824, M. Teissier indique que les habitants de l'arrondissement de Thionville parlent « allemand » dans les quatre cinquièmes des communes.
Selon Henri Lepage, l'arrondissement de Sarrebourg comprenait 60 communes germanophones en 1843. Au milieu du XIXe siècle, dans 59 de ces communes, le français y était « ni parlé ni compris », cela d'après un rapport du Conseil d'arrondissement de Sarrebourg.
Entre 1824 et 1828, une enquête dans les écoles de garçons de Lorraine allemande note que la part du français y était restreinte et que l’enseignement se donnait presque entièrement en allemand. 50 communes sur 112 dans l’arrondissement de Sarreguemines et 14 sur 20 dans le canton de Volmunster étaient selon l’expression de l’époque « toutes allemandes ». Seul l’arrondissement de Thionville semblait connaître une progression du français, mais pas partout. Par exemple, le canton de Bouzonville était linguistiquement presque « tout allemand ».
Un rapport du préfet de la Moselle de 1864, indiquait que près de 80 000 Mosellans ne connaissaient toujours pas le français.
Selon M. Toussaint, en 1945, sur les 763 communes du département de la Moselle : 370 étaient « germaniques », 30 « bilingues » et 363 « françaises ».
D'après le recensement de 1962, le pourcentage des locuteurs germanophones par canton était le suivant : 80 à 90 % : cantons de Bitche, Fénétrange, Phalsbourg, Rohrbach-lès-Bitche, Sarralbe, Sarreguemines, Volmunster. 60 à 80 % : Cantons d'Albestroff, Behren-lès-Forbach, Boulay-Moselle, Bouzonville, Cattenom, Forbach, Sarrebourg, Sierck-les-Bains. 40 à 60 % : Cantons de Faulquemont, Grostenquin, Freyming-Merlebach, Saint-Avold. 20 à 40 % : Cantons de Metzervisse, Lorquin et Réchicourt-le-Château. D'autre part, toujours en 1962, l'arrondissement de Metz-Campagne en comptait 10 % et celui de Metz-Ville 12 %.
Dans les années 1980, une enquête faite auprès de 1 107 personnes dans le pays de Bitche par un professeur du CES de Lemberg, donnait les résultats suivants : 97,4 % de la génération des aînés, 94,2 % de la génération médiane et 88,5 % de la génération scolarisée parlent souvent ou toujours le « francique bitchois ».
Une enquête menée en 1982 par le Syndicat Général de l’Éducation Nationale du secteur de Bitche, fait apparaître que sur 2 200 élèves du pays de Bitche, 70 % sont dialectophones. La même année, l’enquête réalisée par le sociolinguiste Daniel Laumesfeld sur 1 084 habitants du pays de Sierck, révèle que 48,2 % de la population a pour langue maternelle ou langue seconde le francique luxembourgeois.
Le territoire de la Moselle historiquement germanophone est aujourd'hui peuplé d'environ 552 000 personnes (locuteurs germanophones ou non), et est composé de 378 communes (ce chiffre dépend du placement de la frontière linguistique; ici la frontière linguistique prise en compte est celle de 1887)  

## Culture et symboles
L'un des principaux éléments de la culture de Moselle germanophone est le dialecte francique lorrain ou alémanique comme vu précédemment. Tout comme celles des dialectes, les limites des pratiques culturelles et des traditions ne se confondent pas avec les frontières administratives ou politiques. La Moselle germanophone et l'Alsace sont deux entités distinctes mais au-delà de leurs particularités, elles ont aussi certaines coutumes en commun. 

D'autre part, certains Alsaciens qualifient la zone germanophone de Moselle d’« üssland » (étranger). Refusant donc d'y être assimilés (et vice-versa).
- Sainte Oranne est la patronne de la Moselle germanophone[50].
- Saint Nicolas, patron de la Lorraine depuis 1477, connaît un engouement tout particulier en Alsace-Moselle. La Saint-Nicolas, célébrée le 6 décembre, reste une fête de premier ordre. Dans les familles autochtones, la Saint-Nicolas peut-être fêtée avec la même importance que Noël. D'ailleurs à cette occasion, Saint Nicolas vient accompagné de son « Père Fouettard », qui se trouve être le Hans Trapp en Alsace et dans certaines localités mosellanes limitrophes. Et le Rubelz, Rüppelz ou encore Ruppknecht, Knecht Ruprecht dans le reste de la Moselle germanophone[51]. Il est appelé Houseker en dialecte francique-luxembourgeois[51] du Pays des 3 frontières (région de Thionville et région de Sierck-les-Bains).
- Christkindel alias Christkindche[52]
- Marché de Noël (localement Christkindelsmärk, Wihnachtsmärk, Chrëschtmaart...)
- Les édifices de type Bildstock[53],[54]
- Il existe divers chants populaires de lorraine germanophone, un grand nombre de ceux-ci ont été collectés par Louis Pinck[55]
- Le festival annuel Mir redde Platt
- Les Kappensitzung : spectacles composés de sketches satiriques en dialecte, suivi de soirées dansantes[56]

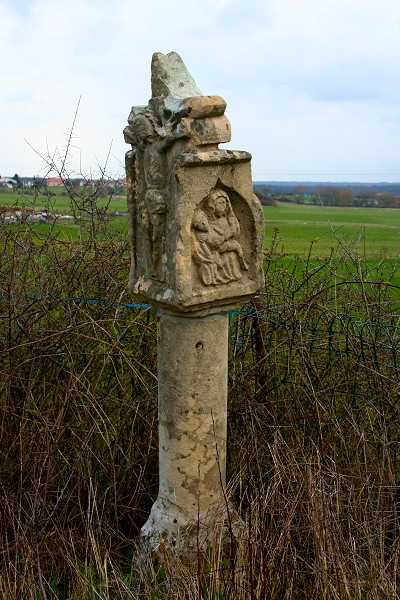
Un Bildstock de 1642 vers Œutrange[57].
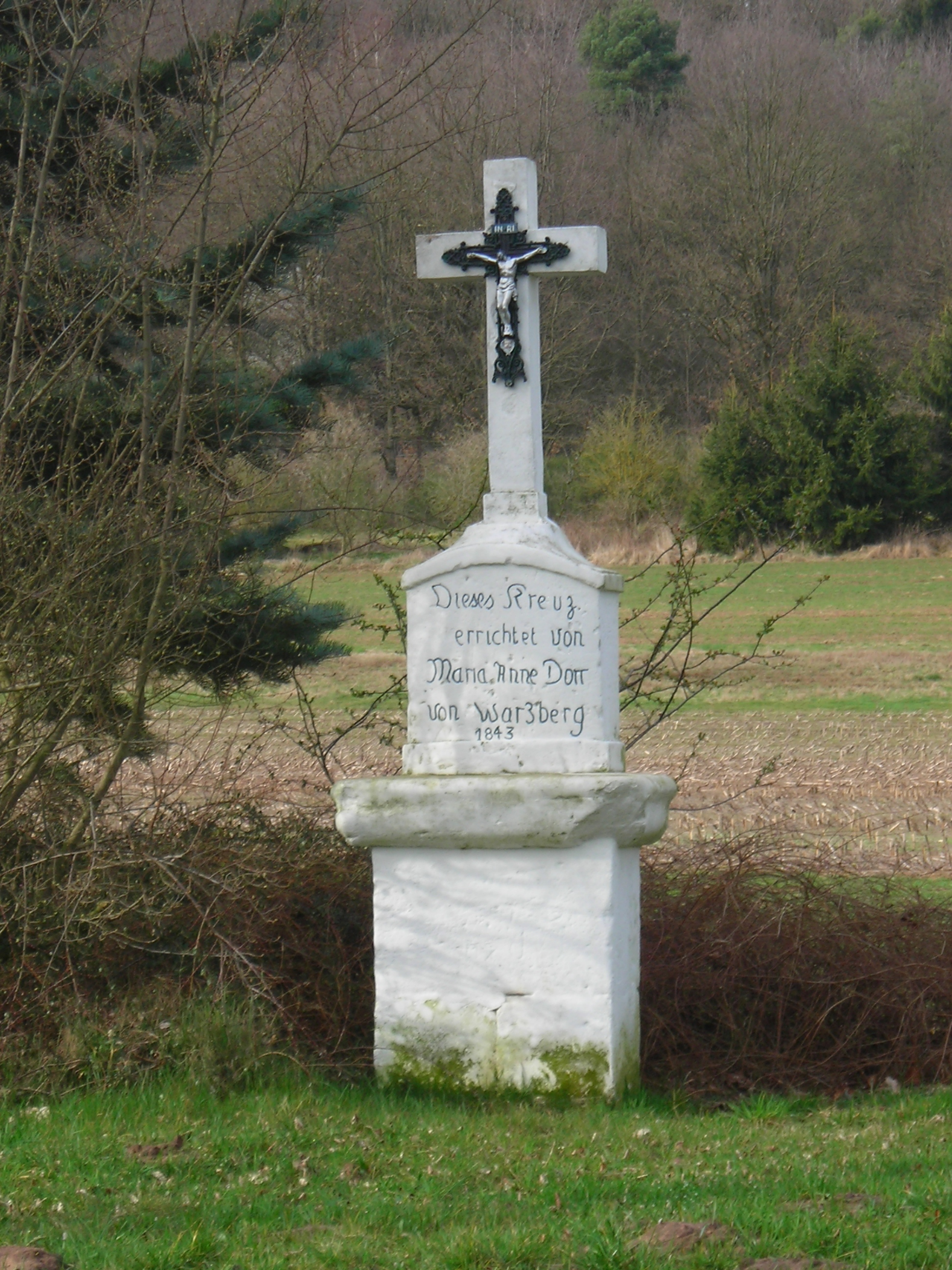
Calvaire de 1843 vers Varsberg, portant un texte gravé en allemand.
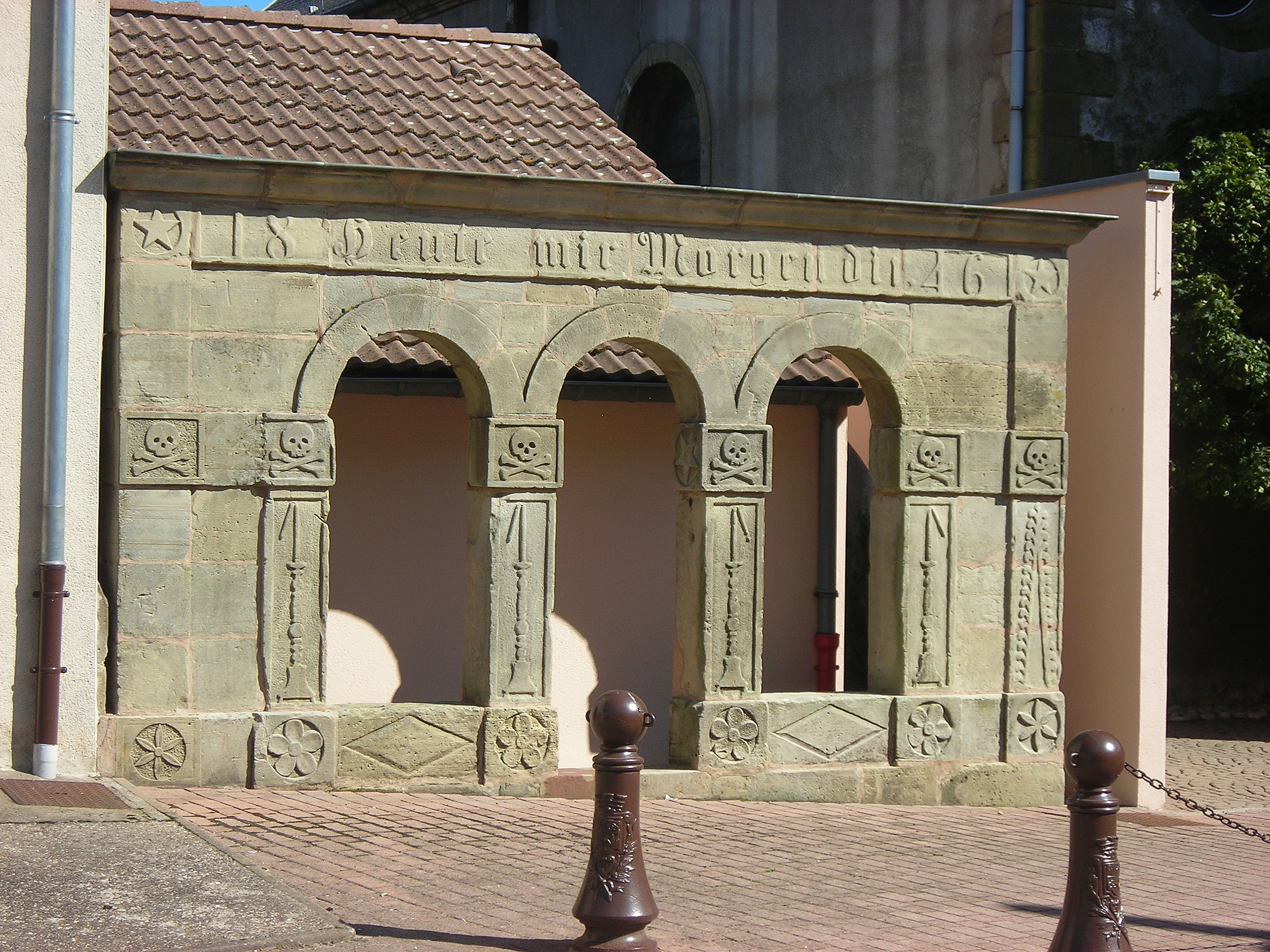
Ossuaire de 1846 à Boucheporn, portant l'inscription allemande « Heute mir, Morgen dir ».
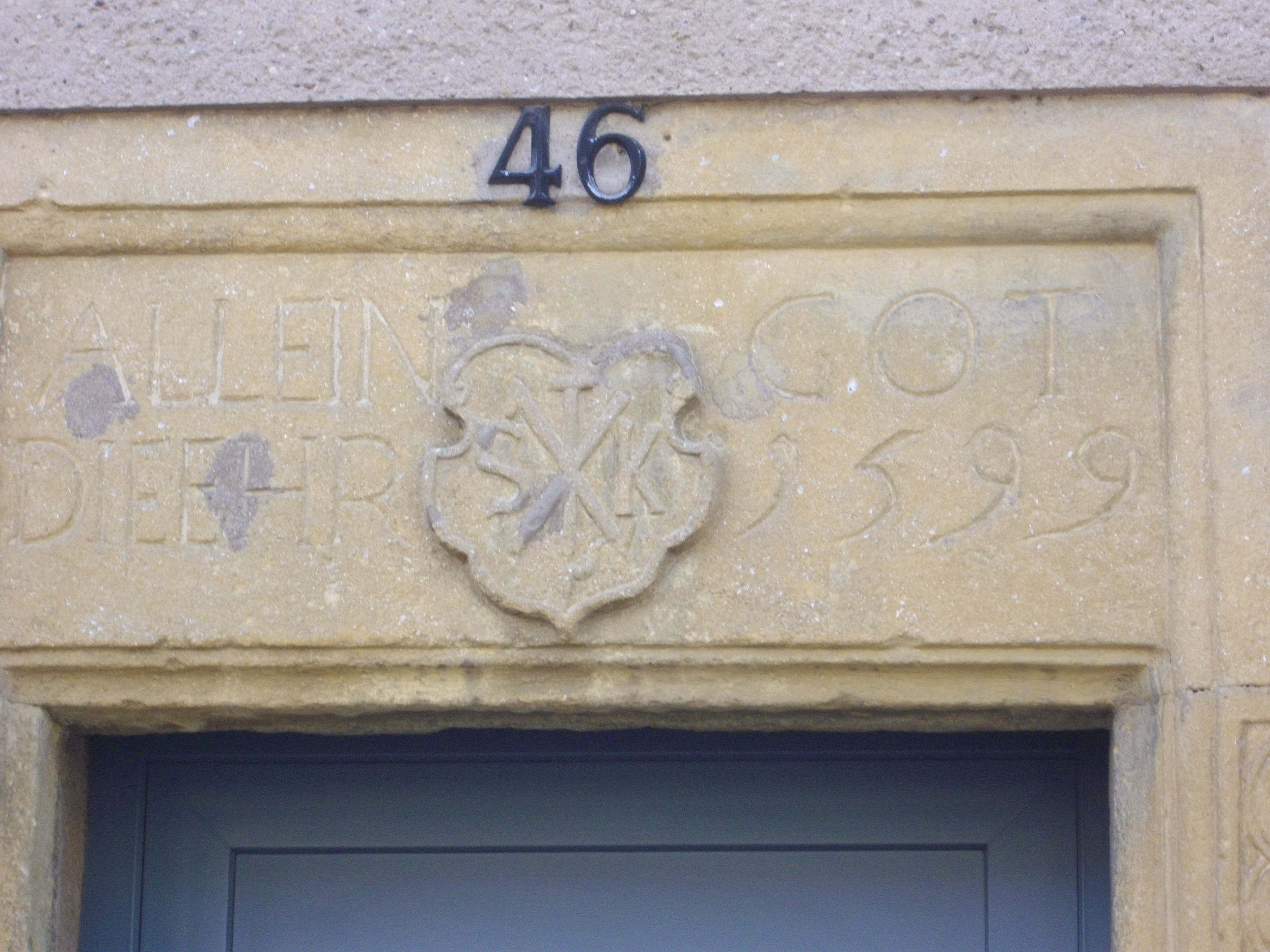
Un linteau de porte à Manom, portant l'inscription allemande « Allein Got die Ehr 1599 ».

### Architecture vernaculaire

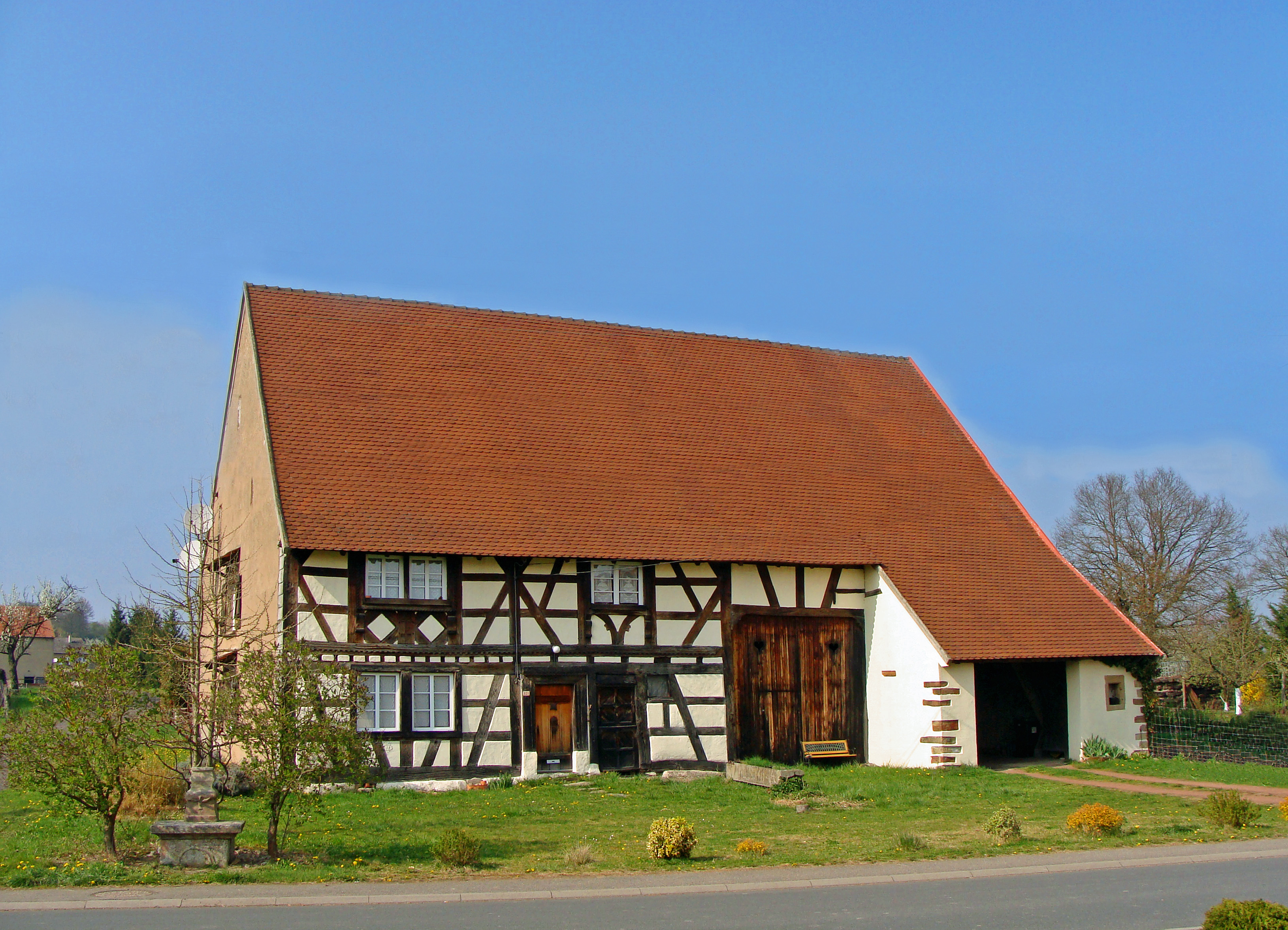
Maison lorraine à colombage de 1708.

Les plafonds à estrich (ou oestrich) sont des décors caractéristiques de l'habitat de Lorraine germanophone : ils se trouvent en milieu rural, dans d’anciennes fermes et maisons paysannes des XVIIIe et XIXe siècles. Il s’agit de plafonds stuqués mis en œuvre grâce à des moules en bois gravés de signes, inscriptions et motifs décoratifs divers.
L'Est de la Moselle, du Pays des étangs jusqu'au Vosges du Nord, présente des architectures à pans de bois de style germanique,. En 2008, ce type de maison était encore présent dans environ 70 communes de l'Est mosellan, les plus anciennes datant de la fin du XVIIe siècle (Réning, 1696) et les plus récentes ne dépassant pas 1840 (Bisping).
Les maisons à « Schopp » : type de maison très localisé dans la zone d'extension de l'habitat de l'Alsace Bossue, il correspond au pays germanophone le long de la Sarre jusqu'à Sarreguemines. Le Schopp est un genre d'appentis qui prolonge le toit devant la partie de l'exploitation.
Au Nord-Ouest de la Moselle, autrement dit dans l'arrondissement de Thionville, il y a des maisons de type luxembourgeoises (ardoise), par exemple à Évrange. Par ailleurs, la maison rurale lorraine de base, qui est un type de maison-bloc, est également présente dans cette région linguistique (tout comme dans les trois autres départements lorrains).

### Gastronomie
La Moselle germanophone a des spécialités culinaires qui lui sont propres. Certaines sont similaires (parfois même identiques) à des spécialités existantes en Allemagne, en Alsace et au Luxembourg.

### Surnoms
Jusqu'au XXe siècle, il était fréquent que les gens se donnent des diminutifs et des surnoms entre eux, les prénoms étant généralement français depuis la Révolution, il se retrouvaient donc germanisés par ce biais. Dans les villages, presque chaque famille était également appelée par un surnom en dialecte qui faisait office de nom de famille local. Enfin, dans certains villages, les maisons portaient aussi des surnoms ; lorsque quelqu'un naissait dans une maison ayant un surnom, celui-ci faisait localement office de nom de famille pour la personne.

### Quelques personnalités dialectophones
Personnalités du département ayant pour langue maternelle le francique rhénan, mosellan ou luxembourgeois :
- Marcel Adam (1951-)
- Suzanne Bichler (1967-), animatrice de « Platt bande » sur Mosaïk TV[73]
- Julien Freund (1921-1993)
- Pierre Gabriel (1933-2015)
- Marianne Haas-Heckel (1946-)
- Fabienne Jacob (1959-)
- Patricia Kaas (1966-)
- Jean-Louis Kieffer (1948-)
- Daniel Laumesfeld (1955-1991)
- Céleste Lett (1951-)
- Jo Nousse (1958-)
- Lucien Schmitthäusler (1935-2020)
- Robert Schuman (1886-1963)
- Elvis Stengel, poète et auteur-compositeur-interprète[74]